# Tama Wielkiego Odrodzenia
Tama Wielkiego Odrodzenia (ang. Grand Ethiopian Renaissance Dam, amh. ታላቁ የኢትዮጵያ ሕዳሴ ግድብ) – budowana zapora wodna na Nilu Błękitnym w Etiopii, przy granicy z Sudanem.
Pojemność zbiornika utworzonego po spiętrzeniu rzeki zaplanowano na 74 mld m³, a długość na 246 km, co ma go uczynić największym tego typu obiektem w Afryce. Elektrownia na zaporze o dwóch turbinach ma mieć moc 6000 MW.

## Historia budowy
Pomysł budowy zapory i zbiornika wodnego został ogłoszony w 2010 r. w związku z planem zaspokojenia potrzeb energetycznych rozwijającej się etiopskiej gospodarki oraz eksportu energii. Etiopia zaplanowała, aby w ciągu 10 lat, kosztem 12 mld dol., wybudować elektrownie o mocy 20 GW. Według informacji przekazanych przez etiopskie władze zapora nie posłuży do irygacji, gdyż tereny wokół zbiornika zapory nie nadają się do produkcji rolnej.
Budowa zapory przez włoski koncern Salini Impregilo rozpoczęła się w kwietniu 2011 r., a zakończenie wartej 4,2 mld dol. budowy zaplanowano na 2017 r., jednak z czasem przesunięto na 2019 rok. Napełnianie wodą ma trwać kolejne trzy lata. Zapora została zlokalizowana w dolinie Guba, 40 km od granicy Sudanu. Budowę sfinansowano wyłącznie z krajowych środków, składali się na nią także mieszkańcy kraju, kupując rządowe obligacje.
Elektrownia wodna zlokalizowana na zaporze zaczęła produkować prąd 20 lutego 2022 roku po tym, jak premier Abiy Ahmed Ali oficjalnie uruchomił pierwszą turbinę elektrowni. Druga turbina zaczęła generować prąd od sierpnia 2022 roku. Niedługo potem ogłoszono, iż trzeci etap napełniania rezerwuaru został zakończony sukcesem.

## Konflikt z Egiptem
Budowa zapory była przyczyną sporu z Egiptem o udział w zasobach wodnych oraz o wpływy w regionie wschodniej Afryki.
Egipt zgłosił zastrzeżenie do tempa napełniania zbiornika, uważając je za groźne dla środowiska i gospodarki. Egipscy politycy okazjonalnie zgłaszali także publicznie możliwość zbrojnej interwencji w rejonie zapory. W 2014 r. Egipt i Sudan zdecydowały się zamówić zagraniczną ekspertyzę na temat wpływu napełniania zbiornika na poziom rzeki. Po półtora roku prowadzenia postępowania w lutym 2016 r. kontrakt powierzono ostatecznie dwóm przedsiębiorstwom konsultingowym z Francji, a termin uzyskania wyników oszacowano na kolejne półtora roku. Bilateralne negocjacje egipsko-etiopskie na temat napełniania zbiornika były prowadzone przez rok od listopada 2016 r., po czym załamały się wskutek braku możliwości zbliżenia stanowisk. Rząd Sudanu bezskutecznie próbował mediować w konflikcie. W styczniu 2018 r. negocjacje zostały wznowione, zaś Egipt zwrócił się z prośbą o mediację do Banku Światowego. Mimo protestów Egiptu prace konstrukcyjne przy tamie były kontynuowane, a w lipcu 2020 roku zaplanowano rozpoczęcie wypełniania zbiornika, jednak po zwróceniu się Egiptu o interwencję do Rady Bezpieczeństwa ONZ, proces został tymczasowo wstrzymany. Egipt żądał, by zapora zaczęła pracować w ciągu 15, a nie 4 lat.